# Maurício (ur. październik 1988)
Maurício José da Silveira Júnior (ur. 21 października 1988 w São João dos Campos) – brazylijski piłkarz, występujący na pozycji ofensywnego pomocnika.
Mauricio rozpoczął piłkarską karierę w Fluminense Rio de Janeiro w 2007 roku. Rozegrał we Fluminense 39 meczów ligowych i strzelił 2 bramki. W roku 2007 zdobył Puchar Brazylii. W następnym roku dotarł z Fluminense do finału Copa Libertadores, w którym klub z Rio de Janeiro przegrał z ekwadorskim LDU Quito. Maurício zagrał w tylko w pierwszym spotkaniu finałowym. Rok 2009 także zakończył sukcesem na arenie międzynarodowej w postaci finału Copa Sudamericana 2009, gdzie Fluminense podobnie jak rok wcześniej w Copa Libertadores uległ ekwadorskiemu LDU Quito. 1 lutego 2010 roku odszedł do Tierieka Grozny. Brazylijczyk stał się tam ważnym zawodnikiem zespołu i w ciągu 6 lat pobytu rozegrał dla klubu z Czeczenii 162 mecze ligowe w których zdobył 29 bramek. Dobra postawa w lidze rosyjskiej przyczyniła się do transferu, w dniu 17 stycznia 2016 roku, do drużyny Zenitu Petersburg. Kontrakt został podpisany na pół roku z możliwością przedłużenia o rok. 19 maja 2016 roku, klub ogłosił przedłużenie umowy z Brazylijczykiem do końca sezonu 2018/19.
24 lipca 2017 roku zawodnik rozwiązał kontrakt z klubem za porozumieniem stron. 31 sierpnia 2017, grecki klub PAOK FC ogłosił podpisanie 3-letniej umowy z byłym zawodnikiem Zenitu.